# Nuruzbeg
Nuruzbeg o Nurusbeg (Nurus Khan, Nuruz Khan, Nurus Beg, Nuruz Beg, Nawruz Khan, Nawruz Beg i altres variacions) fou un kan de l'Horda d'Or, suposat germà i successor de Kulna Khan, al que hauria assassinat el 1360.
Quan va pujar al tron diversos prínceps russos van anar a l'Horda per rebre la investidura i entre ells Basili Mikhailovitx de Tver amb els seus nebots els prínceps de Riazan i Rostov. Demitri Ivanovitx de Moscou no hi va anar en persona i va enviar al seu escuder amb l'encàrrec d'obtenir un yarligh o diploma, però Nurus va insistir que hi havia d'anar personalment. L'any següent, el 1361 hi van anar Andreu Constantinovitx de Súzdal i el seu germà Demitri que foren ben rebuts; el kan va oferir a Andreu el gran principat de Vladímir però aquest el va refusar i fou llavors concedit al seu germà Demetri Constantimovitx; aquesta posició rivalitzava amb la dels prínceps de Moscou (o de Rússia) i la família d'Ivan Kalita. Demitri va marxar al seu principat amb un delegat mongol i fou ben rebut a Vladímir, on fou consagrat pel metropolità Alexis que no obstant va refusar traslladar la seva seu des de Moscou. El nomenament de Demetri fou ben rebut també a Nóvgorod que no simpatitzava amb el príncep de Moscou. El príncep d'aquest, Demetri Ivanovitx va anar finalment a l'Horda on es va quedar un temps i va entregar molts regals al kan, a la seva esposa, i als notables i fou investit amb el principat de Rússia Blanca amb les ciutats de Vladímir i Pereyeslav.
Nuruzbeg va estar poc temps al tron (vers 1360 a 1361). Un príncep de nom Khidhr (Khidr) o Khirz (o Mahmud Khizr o Mahmud Khirz) que tenia a la seva gent pasturant més enllà del Jaik o Ural, va aconseguir el suport d'alguns notables, va matar a Nuruzbeg, al seu fill Timur i a la vella reina Taidula i va pujar al tron. La crònica de Nikon diu que va matar també a tota la gent d'un tal Mualbura que podria ser el Mogolbeg que apareix com a testimoni al tractat amb Venècia de 1358. En una de les monedes Nuruzbeg rep el títol de Muhammad Nurus. Les seves monedes estan datades el 1360-1361 i foren encunyades a Gulistan, Nova Sarai i Azak. Von Hammer situa a Kildibeg com a successor (1361-1362) i Khuandemir esmenta un kan de nom Txerkesbeg o Txerkes Khan.